# ピエール・ワシェ
ピエール・ワシェ（Pierre Waché、1974年12月10日 - ）は、フランスのF1エンジニア、現レッドブル・レーシングのテクニカルディレクター。

## キャリア
国立ロレーヌ工科大学で流体力学の博士号を取得し、生体機械工学を専攻。卒業後、2001年にミシュランのF1プログラムで、F1カーのタイヤとトラックコンディションとの相互作用を扱うエンジニアとして働き始めた。2006年末、ミシュランがF1から撤退したため、ワシェはタイヤとサスペンションとの関係を扱うパフォーマンスエンジニアとしてBMWザウバーに移籍した。 
2009年、BMWのF1撤退で、ザウバーとなったチームのビークル・パフォーマンス部門の責任者に、ロイック・セラの後任で就任。
2013年、レッドブル・レーシングに移籍し、車両パフォーマンスに焦点を当てたチーフエンジニアになり、半年後、マーク・エリスの後任としてパフォーマンス・ディレクターに任命された。 
2018年、CTOのエイドリアン・ニューウェイの下で、車の設計と製造を担当するテクニカルディレクターに就任した。

### 履歴表
| 1997-2000 | 流体力学と熱学(Ph.D.)                                       | Institut national polytechnique de Lorraine |
| 2001-2006 | エンジニア                                                  | ミシュラン                                  |
| 2007-2009 | ビークルダイナミクスエンジニア - パフォーマンス・エンジニア | BMWザウバー                                 |
| 2010-2012 | ヘッド・ビークル・パフォーマンス (車両性能責任者)           | ザウバー                                    |
| 2013-2018 | チーフエンジニア - パフォーマンスエンジニアリング           | Red Bull Racing & Red Bull Technology       |
| 2018.02-  | テクニカルディレクター                                      | Red Bull Racing & Red Bull Technology       |